# Andrena peridonea
Andrena peridonea är en biart som beskrevs av Cockerell 1920. Andrena peridonea ingår i släktet sandbin, och familjen grävbin. Inga underarter finns listade i Catalogue of Life.